# جولیان احمدتای
جولیان احمدتای (آلبانیایی: Julian Ahmataj؛ زادهٔ ۲۴ مهٔ ۱۹۷۹) بازیکن سابق و مربی فوتبال اهل آلبانی است.
از باشگاه‌هایی که در آن بازی کرده‌است می‌توان به باشگاه فوتبال دینامو تیرانا، باشگاه فوتبال پارتیزانی تیرانا، باشگاه فوتبال تئوتا، باشگاه فوتبال الباسانی، و باشگاه فوتبال تیرانا اشاره کرد.
وی همچنین در تیم‌های ملی فوتبال زیر ۲۱ سال آلبانی و آلبانی بازی کرده‌است.